# Seznam obcí v Horních Rakousích
Toto je seznam obcí v rakouské spolkové zemi Horní Rakousy.

## A
| - Adlwang - Afiesl - Ahorn - Aichkirchen - Aigen-Schlägl - Aistersheim - Alberndorf in der Riedmark - Alkoven - Allerheiligen im Mühlkreis - Allhaming - Altenberg bei Linz | - Altenfelden - Altheim - Altmünster - Altschwendt - Ampflwang im Hausruckwald - Andorf - Andrichsfurt - Ansfelden - Antiesenhofen - Arbing - Arnreit - Aschach an der Donau | - Aschach an der Steyr - Aspach - Asten - Attersee am Attersee - Attnang-Puchheim - Atzbach - Atzesberg - Auberg - Auerbach - Aurach am Hongar - Aurolzmünster |

## B
| - Bachmanning - Bad Goisern - Bad Hall - Bad Ischl - Bad Kreuzen - Bad Leonfelden | - Bad Schallerbach - Bad Wimsbach-Neydharting - Bad Zell - Baumgartenberg | - Berg im Attergau - Braunau am Inn - Bruck-Waasen - Brunnenthal - Buchkirchen - Burgkirchen |

## D
- Desselbrunn
- Diersbach
- Dietach
- Dimbach
- Dorf an der Pram

## E
| - Ebensee - Eberschwang - Eberstalzell - Edlbach - Edt bei Lambach - Eferding | - Eggelsberg - Eggendorf im Traunkreis - Eggerding - Eidenberg - Eitzing | - Engelhartszell - Engerwitzdorf - Enns - Enzenkirchen - Eschenau im Hausruckkreis - Esternberg |

## F
| - Feldkirchen an der Donau - Feldkirchen bei Mattighofen - Fischlham | - Fornach - Fraham - Frankenburg am Hausruck - Frankenmarkt | - Franking - Freinberg - Freistadt |

## G
| - Gaflenz - Gallneukirchen - Gallspach - Gampern - Garsten - Gaspoltshofen - Geboltskirchen - Geiersberg | - Geinberg - Geretsberg - Gilgenberg am Weilhart - Gmunden - Goldwörth - Gosau - Gramastetten - Grein - Grieskirchen | - Großraming - Grünau im Almtal - Grünbach - Grünburg - Gschwandt - Gunskirchen - Gurten - Gutau |

## H
| - Haag am Hausruck - Hagenberg im Mühlkreis - Haibach im Mühlkreis - Haibach ob der Donau - Haigermoos - Hallstatt - Handenberg - Hargelsberg - Hartkirchen | - Haslach an der Mühl - Heiligenberg - Helfenberg - Hellmonsödt - Helpfau-Uttendorf - Herzogsdorf - Hinterstoder - Hinzenbach - Hirschbach im Mühlkreis | - Hochburg-Ach - Hofkirchen an der Trattnach - Hofkirchen im Mühlkreis - Hofkirchen im Traunkreis - Hohenzell - Holzhausen - Höhnhart - Hörbich - Hörsching |

## I
- Innerschwand
- Inzersdorf im Kremstal

## J
- Jeging
- Julbach

## K
| - Kallham - Kaltenberg - Katsdorf - Kefermarkt - Kematen am Innbach - Kematen an der Krems - Kirchberg bei Mattighofen - Kirchberg ob der Donau | - Kirchberg-Thening - Kirchdorf am Inn - Kirchdorf an der Krems - Kirchham - Kirchheim im Innkreis - Kirchschlag bei Linz - Klaffer am Hochficht - Klam | - Klaus an der Pyhrnbahn - Kleinzell im Mühlkreis - Kollerschlag - Kopfing im Innkreis - Königswiesen - Kremsmünster - Krenglbach - Kronstorf |

## L
| - Laakirchen - Lambach - Lambrechten - Langenstein - Lasberg - Laussa - Lembach im Mühlkreis | - Lengau - Lenzing - Leonding - Leopoldschlag - Lichtenau im Mühlkreis - Lichtenberg - Liebenau | - Linz - Lochen am See - Lohnsburg am Kobernaußerwald - Losenstein - Luftenberg an der Donau |

## M
| - Manning - Marchtrenk - Maria Neustift - Maria Schmolln - Mattighofen - Mauerkirchen - Mauthausen - Mayrhof | - Meggenhofen - Mehrnbach - Mettmach - Michaelnbach - Micheldorf in Oberösterreich - Mining - Mitterkirchen im Machland - Molln | - Mondsee - Moosbach - Moosdorf - Mörschwang - Munderfing - Mühlheim am Inn - Münzbach - Münzkirchen |

## N
| - Naarn im Machlande - Natternbach - Nebelberg - Neufelden - Neuhofen an der Krems - Neuhofen im Innkreis | - Neukirchen am Walde - Neukirchen an der Enknach - Neukirchen an der Vöckla - Neukirchen bei Lambach - Neumarkt im Hausruckkreis - Neumarkt im Mühlkreis - Neustift im Mühlkreis | - Niederkappel - Niederneukirchen - Niederthalheim - Niederwaldkirchen - Nußbach - Nußdorf am Attersee |

## O
| - Oberhofen am Irrsee - Oberkappel - Obernberg am Inn - Oberndorf bei Schwanenstadt - Oberneukirchen - Oberschlierbach | - Obertraun - Oberwang - Oepping - Offenhausen - Oftering | - Ohlsdorf - Ort im Innkreis - Ostermiething - Ottenschlag im Mühlkreis - Ottensheim - Ottnang am Hausruck |

## P
| - Pabneukirchen - Palting - Pasching - Pattigham - Peilstein im Mühlviertel - Pennewang - Perg - Perwang am Grabensee - Peterskirchen - Pettenbach - Peuerbach - Pfaffing | - Pfaffstätt - Pfarrkirchen bei Bad Hall - Pfarrkirchen im Mühlkreis - Piberbach - Pichl bei Wels - Pierbach - Pilsbach - Pinsdorf - Pischelsdorf am Engelbach - Pitzenberg - Pollham - Polling im Innkreis | - Pöndorf - Pötting - Pram - Prambachkirchen - Pramet - Pregarten - Puchenau - Puchkirchen am Trattberg - Pucking - Pupping - Putzleinsdorf - Pühret |

## R
| - Raab - Rainbach im Innkreis - Rainbach im Mühlkreis - Rechberg - Redleiten - Redlham - Regau - Reichenau im Mühlkreis | - Reichenthal - Reichersberg - Reichraming - Ried im Innkreis - Ried im Traunkreis - Ried in der Riedmark - Riedau - Rohr im Kremstal | - Rohrbach-Berg - Roitham - Rosenau am Hengstpaß - Roßbach - Roßleithen - Rottenbach - Rüstorf - Rutzenham |

## S
| - Sandl - Sankt Aegidi - Sankt Agatha - Sankt Florian - Sankt Florian am Inn - Sankt Georgen am Fillmannsbach - Sankt Georgen am Walde - Sankt Georgen an der Gusen - Sankt Georgen bei Grieskirchen - Sankt Georgen bei Obernberg am Inn - Sankt Georgen im Attergau - Sankt Gotthard im Mühlkreis - Sankt Johann am Walde - Sankt Johann am Wimberg - Sankt Konrad - Sankt Leonhard bei Freistadt - Sankt Lorenz - Sankt Marien - Sankt Marienkirchen am Hausruck - Sankt Marienkirchen an der Polsenz - Sankt Marienkirchen bei Schärding - Sankt Martin im Innkreis - Sankt Martin im Mühlkreis - Sankt Nikola an der Donau - Sankt Oswald bei Freistadt - Sankt Oswald bei Haslach - Sankt Pankraz - Sankt Pantaleon | - Sankt Peter am Hart - Sankt Peter am Wimberg - Sankt Radegund - Sankt Roman - Sankt Stefan am Walde - Sankt Thomas - Sankt Thomas am Blasenstein - Sankt Ulrich bei Steyr - Sankt Ulrich im Mühlkreis - Sankt Veit im Innkreis - Sankt Veit im Mühlkreis - Sankt Willibald - Sankt Wolfgang im Salzkammergut - Sarleinsbach - Sattledt - Saxen - Schalchen - Schardenberg - Scharnstein - Scharten - Schärding - Schenkenfelden - Schiedlberg - Schildorn - Schlatt - Schleißheim | - Schlierbach - Schlüßlberg - Schönau im Mühlkreis - Schönegg - Schörfling am Attersee - Schwand im Innkreis - Schwanenstadt - Schwarzenberg am Böhmerwald - Schwertberg - Seewalchen am Attersee - Senftenbach - Sierning - Sigharting - Sipbachzell - Sonnberg im Mühlkreis - Spital am Pyhrn - Stadl-Paura - Steegen - Steinbach am Attersee - Steinbach am Ziehberg - Steinbach an der Steyr - Steinerkirchen an der Traun - Steinhaus - Steyr - Steyregg - Straß im Attergau - Stroheim - Suben |

## T
| - Taiskirchen im Innkreis - Tarsdorf - Taufkirchen an der Pram - Taufkirchen an der Trattnach - Ternberg | - Thalheim bei Wels - Tiefgraben - Timelkam - Tollet | - Tragwein - Traun - Traunkirchen - Treubach - Tumeltsham |

## U
- Ulrichsberg
- Ungenach
- Unterach am Attersee
- Unterweißenbach
- Unterweitersdorf
- Utzenaich
- Überackern

## V
- Vichtenstein
- Vorchdorf
- Vorderstoder
- Vorderweißenbach
- Vöcklabruck
- Vöcklamarkt

## W
| - Waizenkirchen - Waldburg - Waldhausen im Strudengau - Walding - Waldkirchen am Wesen - Waldneukirchen - Waldzell - Wallern an der Trattnach - Wartberg an der Krems | - Wartberg ob der Aist - Weibern - Weilbach - Weißenkirchen im Attergau - Weißkirchen an der Traun - Weitersfelden - Wels - Wendling - Weng im Innkreis - Wernstein am Inn | - Weyer - Weyregg am Attersee - Wilhering - Windhaag bei Freistadt - Windhaag bei Perg - Windischgarsten - Wippenham - Wolfern - Wolfsegg am Hausruck |

## Z
- Zell am Moos
- Zell am Pettenfirst
- Zell an der Pram
- Zwettl an der Rodl